# Relações entre Filipinas e Vietnã
As relações entre Filipinas e Vietnã referem-se às relações bilaterais entre a República das Filipinas e a República Socialista do Vietnã. Desde o fim da Guerra Fria, as relações entre os dois países têm aquecido significativamente. O Vietnã é por vezes referido como o único aliado militar comunista das Filipinas.

## História inicial
As relações entre as Filipinas e Vietnã começaram há séculos. Há indícios de que os habitantes de ambos os países já estavam envolvidos no comércio marítimo antes da chegada dos europeus. Navios de Luzon, no arquipélago filipino, vinham para o grande porto do Vietnã no Golfo de Tonkin para a prática do comércio. Relações comerciais marítimas foram interrompidas com a conquista das Filipinas pelos espanhóis no século XVI, e com a conquista do Vietnã pelos franceses no século XIX.
O reinos Champa e Sulu intensificaram o comércio uns com os outros, o que resultou, nos séculos X a XIII, em comerciantes chams fixando-se em Sulu, onde eles eram conhecidos como Orang Dampuan. Estes foram dominados por Buranuns Sulus nativos, devido à riqueza dos Orang Dampuan. O Buranun foi então submetido a ataques de retaliação pelos Orang Dampuan. O comércio harmonioso entre Sulu e o Orang Dampuan foi restaurado mais tarde.
A Espanha enviou filipinos para ajudar na invasão e conquista do Vietnã pela França. Soldados espanhóis e filipinos, comandados pela Espanha, lutaram ao lado da França na Guerra da Cochinchina contra os vietnamitas, a fim de que os franceses pudessem estabelecer a Cochinchina Francesa.

### Relações filipinas com o Vietnã do Sul
O Vietnã do Sul não foi reconhecido pelas Filipinas imediatamente. O presidente Ramon Magsaysay reconheceu o Vietnã do Sul em julho de 1955, em um ato que não exigiu o consentimento do Senado. Alguns médicos filipinos foram para o Vietnã do Sul para a ajuda humanitária na Guerra do Vietnã, com a aprovação de Magsaysay em 1954. Seus esforços foram conhecidos como Operação Irmandade, que recebeu o apoio internacional a fim de alcançar os objetivos da operação, que eram ajudar os refugiados vietnamitas.
Durante o governo do presidente Diosdado Macapagal, as Filipinas enviaram ajuda técnica para Saigon. O governo filipino sugeriu que, caso fosse solicitado, as Filipinas iriam se juntar aos Estados Unidos contra o comunismo. Em julho de 1964, o Vietnã do Sul pediu às Filipinas assistência contra os seus adversários do Norte, quando o Major-General Nguyễn Khánh enviou uma nota ao presidente Macapagal pedindo ajuda na Guerra do Vietnã. Em 14 de abril de 1965, o primeiro-ministro Phan Huy Quat enviou uma carta ao presidente das Filipinas, afirmando extrema necessidade do Vietnã do Sul em obter assistência militar de países aliados, entre os quais as Filipinas. Na mesma carta, Phan Huy Quat sugeriu que cerca de 2 000 soldados filipinos fossem enviados para o Vietnã do Sul. O presidente Macapagal pediu ao Congresso filipino o cumprimento do pedido do Vietnã do Sul.
O sucessor de Macapagal, presidente Ferdinando Marcos, enviou um segundo grupo de soldados para o Vietnã do Sul com a aprovação do Congresso, em 14 de julho de 1966, ao abrigo da Lei República No. 4664.
A embaixada das Filipinas em Saigon encerrou suas operações em 29 de abril de 1975.

### Relações filipinas com o Vietnã do Norte
Antes da queda de Saigon, as Filipinas já estavam se preparando para estabelecer relações com o Vietnã do Norte. O presidente Ferdinando Marcos autorizou sua esposa, a primeira-dama Imelda Marcos, a fazer contatos diretos enquanto ela estava realizando visitas de Estado a países do Oriente Médio, no início de 1975. A tomada comunista do Camboja e a derrota iminente das forças sul-vietnamitas levou Manila a estabelecer laços com Hanói. O movimento não era visto como surpreendente, e ficou em linha com a política externa de Ferdinando Marcos, que acreditava ser necessário fortalecer os laços com estados socialistas a fim de ampliar os laços econômicos e comerciais.
Em 9 de julho de 1976, o vice-chanceler do Vietnã, Phan Hien, chegou em Manila para discutir o estabelecimento formal de relações entre os dois países. Em 12 de julho de 1976, as relações formais foram finalmente estabelecidas com as Filipinas, sendo o quarto país na Associação de Nações do Sudeste Asiático (ASEAN) a estabelecer relações com a República Socialista do Vietnã, depois da Malásia, Indonésia e Singapura. Filipinas e Vietnã abriram suas respectivas embaixadas em 1978.
Entre os primeiros problemas na relação entre os dois países, estavam o repatriamento de quatorze filipinos que ainda estavam na Cidade de Ho Chi Minh, tentativas de cidadãos vietnamitas de entrar ilegalmente nas Filipinas alegando serem membros de famílias filipinas, e o envolvimento de filipinos no mercado negro que adentrava no Vietnã. Estas questões prejudicaram as relações entre os dois países até o início de 1980.

## Relações pós-Guerra Fria
Apesar do alinhamento do Vietnã com a União Soviética, e das Filipinas com os Estados Unidos durante a Guerra Fria, as relações bilaterais entre os dois países foram amigáveis neste período. Em 26 de outubro de 2011, o presidente vietnamita Truong Tan Sang fez uma visita de Estado às Filipinas, onde se encontrou com o presidente filipino Benigno Aquino III. Os dois países assinaram quatro acordos sobre assuntos navais, guarda costeira e turismo, como parte do Plano de Ação Filipinas-Vietnã 2011–2016. Um Memorando de Entendimento acordou um compartilhamento de informações entre a Marinha filipina e a e Marinha do Vietnã.
Apesar de ambos terem sido vítimas do tufão Haiyan, em 2013, os vietnamitas forneceram ajuda às Filipinas nos seus esforços de reabilitação após o desastre natural, através da Cruz Vermelha do Vietnã.

## Disputa no mar da China Meridional
Filipinas e Vietnã têm disputas territoriais sobre as Ilhas Spratly, reivindicadas também por Brunei, China, Malásia e Taiwan. As Filipinas e o Vietnã desaprovam as iniciativas da China na disputa, que usa como justificativa o seu crédito no mar da China Meridional. Os dois países também estavam comprometidos com uma abordagem diplomática multilateral para a resolução de litígios no Mar da China Meridional. O Vietnã formalmente apoiou as Filipinas em seu caso de arbitragem contra a China a respeito da linha das nove raias sobre o Mar do Sul da China, em que as Filipinas ganharam.